# Richard Laming
Richard Laming (vers 1798 en Angleterre - 3 mai 1879 à Arundel, Sussex, Angleterre) est un chirurgien, philosophe naturel, inventeur, chimiste et industriel britannique.

## Biographie
Ses origines sont incertaines. Son frère aîné James, né en 1791, a été un prospère marchand. En 1825, Richard obtient les qualifications pour devenir membre du Royal College of Surgeons et établit une pratique médicale à Londres, avant d'y mettre fin autour de 1842.
Durant ses loisirs, Laming développe un intérêt pour la théorie de l'électricité. Entre 1838 et 1851, il publie une série d'articles sur la composition électrique des atomes. Il fait l'hypothèse qu'il existe des particules sub-atomiques ayant une charge électrique unitaire — probablement la première personne à le faire. Il suggère que l'atome est constitué d'un cœur matériel entouré de couches concentriques composées de particules électriques. Il croit également que ces particules peuvent être retirées ou ajoutées à l'atome, modifiant sa charge électrique.
Vers 1844, Richard Laming suggère un mécanisme pour expliquer les isolants en imaginant un atome dont le cœur est entouré d'une « parfaite couche sphérique externe » de particules électriques. Il fait la supposition que les réactions chimiques surviennent quand deux atomes partagent leur charge électrique. Cependant, n'ayant réalisé aucune expérience pour étayer ses hypothèses, la Royal Society ne s'intéresse pas à ses travaux.
En 1848, il s'installe à Paris, où il vit pendant une décennie. Ses idées ne retiennent pas l'attention et il est vu comme excentrique. Quand il retourne en Angleterre, il s'intéresse à la chimie, puis commence à travailler dans l'industrie du charbon et du gaz de houille.
Dans les années 1860, il semble s'intéresser au télégraphe et demande deux brevets qui portent sur l'amélioration de cet appareil.
Laming prend sa retraite vers 1865, et s'établit sur la côte sud de l'Angleterre. Il décède le 3 mai 1879 à Arundel dans le Sussex. Il s'est marié deux fois et serait le père d'au moins deux fils.

## Brevets
Laming a demandé plusieurs brevets :
- 1844, pour l'amélioration d'un système de purification de l'ammoniac[3]
- 1847, pour un récupérateur de chaleur en continu, fait de tubes en fer, probablement le premier appareil de ce type[4]
- 1850, pour l'amélioration de la fabrication du gaz servant à l'éclairage et autres usages pour lesquels le gaz de houille peut servir[5]
- 1850, pour le procédé Laming, une méthode pour retirer le sulfure d'hydrogène et le dioxyde de carbone du gaz de houille[6]
- 1861, pour l'amélioration de la fabrication des carbonates alcalins[7]

## Publications
- Richard Laming, On the Primary Forces of Electricity, Location, 1838
- R. Laming, « Observations on a Paper by Prof. Faraday Concerning Electrical Conduction and the Nature of Matter », Philosophical Magazine, vol. 27, no 2,‎ 1845, p. 420–423
- Richard Laming, Matter and Force : An Analytical and Synthetical Essay on Physical Causation, R. Taylor, 1851
- Richard Laming, A New View of Electrical Action, Taylor and Francis, 1858
- Richard Laming, God in second causes : a physical principia, 1873
- Richard Laming, The Spirituality of Causation : A Scientific Hypothesis, Londres, Williams and Norgate, 1874

### Citations originales
1. ↑  (en) « perfect external spherical strata »